# Färöarnas litteraturpris
Färöarnas litteraturpris (på färöiska Mentanarvirðisløn M. A. Jacobsens) är ett litteraturpris som delas ut till tre författare varje år på Färöarna. Priset är uppkallat efter borgmästaren och bibliotekarien vid 
Färöarnas nationalbibliotek Mads Andreas Jacobsen (1891-1944) och delas ut varje år på hans födelsedag 17 september.

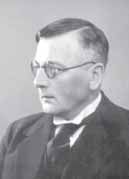
Mads Andreas Jacobsen.

Det är Tórshavnar kommuna som tilldelar färöiska författare ett pris varje år sedan 1958. Priserna delas ut i tre kategorier, skönlitteratur, facklitteratur och övriga kulturella verk.
Krav för att bli nominerad är att man har skrivit ett verk på färöiska. Om den är skriven på ett annat språk, måste boken först ha översatts till färöiska.

## Alla vinnare

### Mottagare 1958–1968
| 1958 | Jóan Chr. Poulsen och T.N. Djurhuus     |
| 1959 | R. K. Rasmussen och Jens Pauli Heinesen |
| 1960 | Valdemar Poulsen                        |
| 1961 | Karsten Hoydal                          |
| 1962 | Martin Joensen                          |
| 1963 | Poul F. Joensen                         |
| 1964 | Heðin Brú                               |
| 1965 | Christian Matras och Páll J. Nolsøe     |
| 1966 | Hans Dalsgaard och J. Símun Hansen      |
| 1967 | Johanna Maria Skylv-Hansen              |
| 1968 | Robert Joensen                          |

### Mottagare från 1969
|      | Skönlitteratur                        | Facklitteratur                                 | Övriga kulturella verk                                         |
| 1969 | Jens Pauli Heinesen och Rói Patursson | Hans J. Glerfoss och H. D. Joensen             | Ingen                                                          |
| 1970 | Ingen                                 | Ingen                                          | Ingen                                                          |
| 1971 | Ingen                                 | Ingen                                          | Ingen                                                          |
| 1972 | Ingen                                 | Ingen                                          | Ingen                                                          |
| 1973 | Jens Pauli Heinesen och Regin Dahl    | Einar Joensen, Pól Petersen och Katrina Østerø | Ingen                                                          |
| 1974 | Guðrið Helmsdal                       | Jákup í Jákupsstovu                            | Ingen                                                          |
| 1975 | William Heinesen                      | Sámal Johansen                                 | Ingen                                                          |
| 1976 | Rikard Long                           | Óluva Skaale och Marius Johannesen             | Ingen                                                          |
| 1977 | Alexandur Kristiansen                 | Jeffrei Henriksen                              | Ingen                                                          |
| 1978 | Hans Thomsen                          | Maria Eide Petersen                            | Ingen                                                          |
| 1979 | Regin Dahl                            | Bjarni Niclasen                                | Ingen                                                          |
| 1980 | Christian Matras                      | Hanus Andreassen                               | Ingen                                                          |
| 1981 | Steinbjørn B. Jacobsen                | Erlendur Patursson                             | Ingen                                                          |
| 1982 | Gunnar Hoydal                         | Jóannes Rasmussen                              | Ingen                                                          |
| 1983 | Oddvør Johansen                       | Jørgen M. Olsen                                | Petur W. Háberg                                                |
| 1984 | Jóanes Nielsen                        | Jóhannes av Skarði                             | Ingen                                                          |
| 1985 | Heðin M. Klein                        | Niels Juel Arge                                | Kristian O. Viderø                                             |
| 1986 | Hanus Andreassen                      | Hans Jacob Debes                               | Ingen                                                          |
| 1987 | Astrid Joensen                        | Eyðun Andreassen                               | Sigurð Joensen                                                 |
| 1988 | Rói Patursson                         | Sigurd Berghamar                               | Karsten Hoydal                                                 |
| 1989 | Carl Jóhan Jensen                     | Axel Tórgarð                                   | Ingen                                                          |
| 1990 | D. P. Danielsen                       | Svenning Tausen                                | Ingen                                                          |
| 1991 | Bárður Jákupsson                      | Jóhan Hendrik Winther Poulsen                  | Ingen                                                          |
| 1992 | Tóroddur Poulsen                      | Ingen                                          | Ingen                                                          |
| 1993 | Jens Pauli Heinesen                   | Malan Marnersdóttir                            | Oskar Hermannsson                                              |
| 1994 | Ingen                                 | Jógvan Isaksen                                 | Ingen                                                          |
| 1995 | Kári P. (Petersen)                    | Martin Næs                                     | Ingen                                                          |
| 1996 | Ingen                                 | Elin Súsanna Jacobsen                          | Árni Dahl                                                      |
| 1997 | Petur Jensen                          | Doris Hansen                                   | Ólavur Hátún                                                   |
| 1998 | Ingen                                 | J.P. Gregoriussen                              | Frits Johannesen                                               |
| 1999 | Ingen                                 | Dorete Bloch                                   | Martin Tórgarð                                                 |
| 2000 | Oddfríður Marni Rasmussen             | Zakarias Wang                                  | Rigmor Restorff                                                |
| 2001 | Annfinnur í Skála                     | Bogi Hansen                                    | Zacharias Hammer                                               |
| 2002 | Oddvør Johansen                       | Andras Mortensen                               | Kristian Blak                                                  |
| 2003 | Ingen                                 | Marianne Clausen                               | Vilhelm Magnussen                                              |
| 2004 | Sigri Mitra Gaïni                     | Gianfranco Contri                              | Mortan Winther Poulsen                                         |
| 2005 | Ingen                                 | Turið Kjølbro                                  | Jón Tyril                                                      |
| 2006 | Carl Jóhan Jensen                     | Guðrun Gaard                                   | Ebba Hentze                                                    |
| 2007 | Martin Joensen                        | Petur Jacob Sigvardsen                         | Laura Joensen                                                  |
| 2008 | Sólrún Michelsen                      | Hanus Kjølbro                                  | Anna Kirstin Thomsen                                           |
| 2009 | Vida Akselsdóttir Højgaard            | Birgar Johannessen                             | Arnbjørn Ólavson Dalsgarð och Oddfríður Marni Rasmussen Vencil |
| 2010 | Tóroddur Poulsen                      | Rógvi Mouritsen                                | Bjørki Geyti (Føroya Sjósavn)                                  |
| 2011 | Ingen                                 | Nicolina Jensen Beder                          | Jógvan Isaksen (Mentunargrunnur Studentafelagsins)             |
| 2012 | Jóanes Nielsen                        | Eivind Weyhe                                   | Jens-Kjeld Jensen                                              |
| 2013 | Katrin Ottarsdóttir                   | Poul Jespersen                                 | Turið Sigurðardóttir                                           |
| 2014 | Kim Simonsen                          | Óli Olsen                                      | Margreta Næss                                                  |
| 2015 | Carl Jóhan Jensen                     | Jóan Pauli Joensen                             | Jákup Veyhe                                                    |
| 2016 | Heðin M. Klein                        | Ingen                                          | Eilif Samuelsen                                                |
| 2017 | Sissal Kampmann                       | Ingen                                          | Simme Arge Jacobsen                                            |
| 2018 | Rannvá Holm Mortensen                 | Ingen                                          | Edward Fuglø                                                   |
| 2019 | Oddfríður Marni Rasmussen             | Hanus Kamban                                   | Bernharður Wilkinson                                           |
| 2020 | Lív Maria Róadóttir Jæger             | Hjalmar P. Petersen                            | Jógvan D. Hansen                                               |
| 2021 | Ingen                                 | Jógvan í Lon Jacobsen                          | Trond Trosterud                                                |